# Chun-Li
Chun-Li (春麗(チュン・リー) is een speelbaar personage uit Capcoms reeks gevechtsspellen van Street Fighter. Het personage kwam voor het eerst voor in het spel Street Fighter II: The World Warrior. 
Ze is een undercoveragent van Interpol, en neemt deel in Street Fighter II 's vechttoernooi als een manier om bij de oprichter, M. Bison te komen. Ze wil wraak nemen voor haar vader, die vermoord werd tijdens zijn onderzoek naar Bisons misdaadsyndicaat, Shadaloo. Haar bekendste techniek is het Hyakuretsu Kyaku, algemeen bekend als Lightning Legs, wat inhoudt het herhaaldelijk schoppen van haar tegenstander in een staande positie. Chun-Li is opmerkelijk omdat het de eerste vrouwelijke speelbare personage is in een vechtspel, en heeft bij liefhebbers de bijnaam "First Lady of Fighting Games".

## Voorkomen
Chun-Li draagt een qipao, een Chinese jurk uit het begin van de 20e eeuw. In de eerste versie van Street Fighter II, was Chun-Li oorspronkelijk afgebeeld met een oranje qipao in plaats van blauw. Ze draagt ook een paar witte gevechtslaarzen en een bruine panty. Chun-Li draagt zoals bekend haar haren in "oshorens"; ze draagt zijde brokaat en linten in haar haar, wat de rouw van haar vader betekent. Een ander bekend deel van haar ensemble zijn de grote puntige armbanden die ze draagt om haar polsen.
Chun-Li is ook bekend om haar grote, gespierde dijen in vergelijking met de rest van haar lichaam, dat meer variabel afbeeldt. In de Street Fighter Alpha-games, waar ze een mouwloos, strakke outfit droeg, waren haar armen en bovenlichaam veel sterker zichtbaar dan die van enige andere vrouwelijke karakter in het spel, maar veel kunstenaars kiezen om haar af te schilderen als tenger en slank, in officiële en onofficiële kunstwerken gelijk, tekenen ze alleen haar benen sterk vanwege haar nadruk op kicking moves.

## Achtergrond
Chun-Li was in de originele versie van Street Fighter II een van de acht speelbare personages en de enige vrouwelijke karakter in het spel, vóór de toevoeging van Cammy. Chun-Li's achtergrondverhaal gaat om haar zoektocht naar de dood van haar vader, een undercoverpolitieagent die is verdwenen tijdens het onderzoeken van M. Bisons organisatie.
Ze verschijnt als een speelbaar personage in Street Fighter III: 3rd Strike, de derde iteratie van Street Fighter III, als een van de vijf nieuwe speelbare karakters die zijn toegevoegd, waardoor ze een van de weinige Street Fighterkarakters is die verschijnen in alle belangrijke sub-serie. Een aantal jaren na Street Fighter II, is ze gestopt met straatvechten om vechtsporten aan jonge kinderen te leren, maar is gedwongen om terug te keren naar de rechtshandhaving nadat een van haar studenten is ontvoerd door Urien.
Chun-Li verschijnt in Street Fighter IV als een van de terugkerende World Warriors uit SFII met haar nieuwe Ultra Move, Hōsenka. Haar in-gameverhaal laat zien dat ze zich op een huidig kruispunt in haar leven bevindt en haar uiteindelijke terugkeer naar zowel de straatgevechten als de rechtshandhaving.

## Citaten
- "I'm the strongest woman in the world"
- "There is no chance for you to beat me! Challenge someone else!"
- "I expected better"
- "If you're gonna fight, fight for real"
- "Hey, leave me alone! I'm a fighter, not a news reporter!"
- "Power is useless without skill and speed!"

## Trivia
- In American Dad! is een personage genaamd Akiko gekleed als Chun-Li voor Halloween in "Best Little Horror House in Langley Falls".
- In de Sonic X aflevering "The Adventures of Knuckles and Hawk", is een Chinese vrouw bedoeld als Chun-Li.
- In de speelfilm Street Fighter wordt Chun-Li gespeeld door Ming-Na.
- In Street Fighter: The Legend of Chun-Li is ze de hoofdpersonage en wordt gespeeld door Kristin Kreuk.

Abel · 
Adon · 
Akuma · 
Alex · 
Balrog · 
Birdie · 
Blanka · 
Cammy · 
Charlie · 
Chun-Li · 
Cody · 
Crimson Viper · 
Dan · 
Dee Jay · 
Dhalsim · 
De Dolls · 
Dudley · 
Eagle · 
E. Honda · 
Elena · 
El Fuerte · 
Fei Long · 
Gen · 
Gill · 
Gouken · 
Guile · 
Guy · 
Hakan · 
Hugo · 
Ibuki · 
Ingrid · 
Juri · 
Karin · 
Ken · 
M. Bison · 
Makoto · 
Necro · 
Oni · 
Oro · 
Poison · 
R. Mika · 
Remy · 
Rolento · 
Rose · 
Rufus · 
Ryu · 
Sagat · 
Sakura · 
Sean · 
Seth · 
T. Hawk · 
Twelve · 
Urien · 
Vega · 
Yang · 
Yun · 
Zangief